# ساختمان قدیمی گمرک (میرجاوه)
ساختمان قدیمی گمرک مربوط به اواخر دوره قاجار است و در میرجاوه، خیابان فرخی، روبروی ایستگاه راه آهن واقع شده و این اثر در تاریخ ۱۸ شهریور ۱۳۷۷ با شمارهٔ ثبت ۲۱۰۹ به‌عنوان یکی از آثار ملی ایران به ثبت رسیده است.